# Булынщина
Булы́нщина (бел. Булы́ншчына, также Булы́нки, бел. Булы́нкі) —  деревня в Станьковском сельсовете Дзержинском районе Минской области Беларуси. Расположена на реке Студянка. В 16 километрах от Дзержинска, 7 километрах от железнодорожной станции Негорелое, 58 километрах от Минска.

## История
Известна с начала XIX века, как деревня в Минском уезде Минской губернии. В 1805 году относилась к фольварку Зубревичи. В 1858 году — государственная собственность, 5 душ мужского пола. В середине XIX века принадлежала казне и находилась в Полоневичской сельской общине. В конце XIX — начале XX века в Койдановской волости Минского уезда Минской губернии. В 1870 году — 5 жителей мужского пола. В 1897 году — 6 дворов, 51 житель. В 1917 году — 9 дворов, 50 жителей.
С 9 марта 1918 года в составе провозглашённой Белорусской Народной Республики, однако фактически находилась под контролем германской военной администрации. С 1 января 1919 года в составе Советской Социалистической Республики Белоруссия, а с 27 февраля того же года в составе Литовско-Белорусской ССР, летом 1919 года деревня была занята польскими войсками, после подписания рижского мира — в составе Белорусской ССР. С 20 августа 1924 года в 1-м Нарейковском сельсовете (18 декабря 1925 года переименован в Ляховичский, с 25 июля 1931 по 23 августа 1937 года — национальный польский сельсовет) Койдановского района Минского округа. С 29 июля 1932 года в составе Дзержинского района, с 31 июля 1937 года в Минском районе. С 20 февраля 1938 года в Минской области, с 4 февраля 1939 года в воссозданном Дзержинском районе. В 1926 году — 12 дворов, 45 жителей. В 1930-е организован колхоз имени Крупской, работала механическая мастерская, и кузня, обслуживаемая Негорельским МТС.
В Великую Отечественную войну с 28 июня 1941 по 6 июля 1944 года находилась под немецко-фашистской оккупацией, на фронте погибли 4 жителя.
В 1960 году проживали 33 жителя, входила в состав колхоза «Беларусь» (центр — д. Гарбузы). В 1991 году — 7 дворов, 9 жителей. В 2009 году в составе сельскохозяйственного ЗАО «Негорельское». С 30 сентября 2009 года после ликвидации Ляховичского сельсовета находится в Станьковском сельсовете.

## Население
| Численность населения (по годам) | Численность населения (по годам) | Численность населения (по годам) | Численность населения (по годам) | Численность населения (по годам) | Численность населения (по годам) | Численность населения (по годам) | Численность населения (по годам) |
| 1897                             | 1917                             | 1926                             | 1960                             | 1991                             | 1999                             | 2004                             | 2010                             |
| -------------------------------- | -------------------------------- | -------------------------------- | -------------------------------- | -------------------------------- | -------------------------------- | -------------------------------- | -------------------------------- |
| 51                               | ↘ 50                             | ↘ 45                             | ↘ 33                             | ↘ 9                              | ↘ 6                              | ↘ 3                              | ↘ 2                              |
| 2017                             | 2018                             | 2020                             |                                  |                                  |                                  |                                  |                                  |
| ↘ 2                              | ↘ 1                              | → 1                              |                                  |                                  |                                  |                                  |                                  |